# TRXYE (EP)
TRXYE es el segundo EP, y primero firmado con un sello discográfico, del cantautor Troye Sivan, lanzado el 15 de agosto de 2014 por Universal Music Australia.  Este EP fue precedido por el lanzamiento de los sencillos The Fault in Our Stars y Happy Little Pill.

## Antecedentes
El 5 de junio de 2013, Troye Sivan firmó contrato con EMI Australia, una división de Universal Music Australia, pero se mantuvo en secreto hasta un año más tarde. El 26 de junio de 2014, Sivan anunció (en la 5° VidCon) que lanzaría un EP de cinco canciones para el 15 de agosto de 2014. Más tarde subió un vídeo a su canal de YouTube revelando más detalles del álbum y la portada de este.

## Sencillos
The Fault in Our Stars fue liberado el 5 de mayo de 2013 como un sencillo promocional, antes que el EP fue anunciado, por medio de un vídeo en su canal de YouTube, luego del éxito de la canción en su página de Tumblr. Una nueva versión de la canción fue lanzada el 13 de junio de 2014, la que más tarde sería incluida en el EP. Esta versión fue incluida en el EP.
Happy Little Pill fue lanzado, el 25 de julio de 2014, como el primer sencillo oficial del EP. Alcanzó gran popularidad en trece países, incluyendo Estados Unidos, donde llegó al número 92 en el Billboard Hot 100.

## Ventas
TRXYE debutó en el 5° lugar de ventas en Estados Unidos, con 30 000 copias vendidas en sólo tres días. En Australia, las ventas del EP hicieron elevar de 34° lugar al décimo en una semana, para el 24 de agosto.

## Lista de canciones
| CD and digital download |                                  |                                        |          |  |
| N.º                     | Título                           | Escritor(es)                           | Duración |  |
| 1.                      | «Happy Little Pill»              | Troye Sivan, Brandon Rogers & Tat Tong | 3:44     |  |
| 2.                      | «Touch»                          | Sivan, Thomas Rawle                    | 3:35     |  |
| 3.                      | «Fun»                            | Sivan, Alex Hope & Lindsay Rimes       | 3:26     |  |
| 4.                      | «Gasoline»                       | Sivan, Paul Carter                     | 3:25     |  |
| 5.                      | «The Fault in Our Stars (MMXIV)» | Sivan                                  | 3:12     |  |

## Posicionamiento
| Listas (2014)                      | Posiciones |
| ---------------------------------- | ---------- |
| Canadá (Billboard Canadian Albums) | 2          |
| Francia (SNEP)                     | 177        |
| Nueva Zelanda (Recorded Music NZ)  | 2          |
| Estados Unidos (Billboard 200)     | 5          |